# JR
JR은 1987년 4월 1일부터, 일본국유철도의 분할 민영화에 따라 출범한 홋카이도여객철도, 동일본여객철도, 도카이여객철도, 서일본여객철도, 시코쿠여객철도, 규슈여객철도, 일본화물철도, 이상의 철도 사업자를 중심으로 한 기업군의 총칭이다. 또한 기업군의 개별 기업에 대한 약칭 혹은 통칭으로도 사용된다. 1987년(쇼와 62년) 4월 1일 국철에서 지역 또는 분야별로 사업을 계승받아 12개의 법인으로 구성되었다.
국철의 영문자 약칭이 "JNR(Japanese National Railways)"이었는데 국유라는 뜻을 가지고 있는 N(National)을 제외하고 JR이 되었다고 설명될 수도 있겠지만 실제로는 NR(N은 일본을 뜻함, 일본=(일본어로)니혼이나 닛폰=Nihon이나 Nippon) 등의 방안도 검토되었다.

## JR 그룹의 회사

JR 그룹 각 회사의 담당 구역

| 사업 분야 | 법인명             | 종별         | 통칭              | 고유색        | 본사 소재지           | 주요 사업 권역                                                   |
| --------- | ------------------ | ------------ | ----------------- | ------------- | --------------------- | ---------------------------------------------------------------- |
| 여객 철도 | 홋카이도여객철도   | 주식회사     | JR 홋카이도       | 연두          | 홋카이도 삿포로시     | 홋카이도 · 홋카이도 신칸센                                       |
| 여객 철도 | 동일본여객철도     | 주식회사     | JR 동일본         | 초록          | 도쿄도 시부야구       | 도호쿠 · 간토(간토 광역권) · 신에쓰 · 도호쿠 신칸센              |
| 여객 철도 | 도카이여객철도     | 주식회사     | JR 도카이         | 주황          | 아이치현 나고야시     | 도카이 4현(주쿄 광역권) · 난신 · 교난 · 도카이도 신칸센          |
| 여객 철도 | 서일본여객철도     | 주식회사     | JR 서일본         | 파란          | 오사카부 오사카시     | 호쿠리쿠 3현 · 간사이(긴키 광역권) · 이가 · 츄고쿠 · 산요 신칸센 |
| 여객 철도 | 시코쿠여객철도     | 주식회사     | JR 시코쿠         | 하늘          | 가가와현 다카마쓰시   | 시코쿠                                                           |
| 여객 철도 | 큐슈여객철도       | 주식회사     | JR 큐슈           | 빨강          | 후쿠오카현 후쿠오카시 | 규슈 · 큐슈 신칸센 · 니시큐슈 신칸센                             |
| 화물 철도 | 일본화물철도       | 주식회사     | JR 화물           | 컨테이너 파란 | 도쿄 도 시부야 구     | 일본 전역                                                        |
| 연구 기관 | 철도종합기술연구소 | 공익재단법인 | 철도 총연 JR 총연 | 연보라        | 도쿄 도 고쿠분지시    | 일본 전역                                                        |
| 정보 처리 | 철도정보시스템     | 주식회사     | JR 시스템         | 엔지          | 도쿄 도 시부야 구     | 일본 전역                                                        |

### 예전에 JR 그룹 소속이었던 기업
| 사업 분야 | 법인명                 | 종별     | 통칭    | 고유색 | 본사              | 주요 사업 구역 | 비고 |
| --------- | ---------------------- | -------- | ------- | ------ | ----------------- | -------------- | --- |
| 철도 전화 | 철도 통신 → 닛폰텔레콤 | 주식회사 | JR 통신 | 회색   | 도쿄 도 미나토 구 | 일본 전역      | 2001년, JR 그룹과의 자본 관계 해소. 2015년, 소프트뱅크 모바일(현 소프트뱅크, 본래는 닛폰텔레콤의 자회사 제이폰)에 인수된 소프트뱅크 텔레콤의 전신. |

## JR 그룹의 형태
1987년의 JR 그룹 발족 당시에는 국철의 조직을 계승한 "일본국유철도 청산사업단"이 JR그룹 각 회사의 모든 주식을 보유했다. 청산사업단은 1998년 10월22일에 해체되었고, 그 이후는 "일본철도건설공단 국철청산사업본부"를 거쳐 "독립행정법인 철도건설 및 운수시설 정비지원기구"가 주식을 보유하고 있다.
그 의미로 JR 그룹은 완전한 민간 기업이 아니었으나 혼슈의 세 회사(JR 동일본, JR 도카이, JR 서일본)의 주식은 1990년대에 들어 차례차례 매각이 이루어졌으며, 2002년 6월에는 JR 동일본, 2004년 3월에는 JR 서일본, 2006년 4월에는 JR 도카이의 모든 국유 주식이 민간에 매각되어 상장된 혼슈 3사의 완전한 민영화가 이루어졌다.
한편 나머지 2도 회사(JR 홋카이도, JR 시코쿠)와 JR 화물의 3사는 정부가 전 주식을 보유하고 있는 특수법인으로서, 정부에서 세제 지원과 손실 보전 등을 받고 있는 등 경영 상태가 좋지 않으므로 현재는 상장이 되지 않은 상태이다. 한편, 2011년 큐슈 신칸센 개업에 의해 수익이 흑자로 돌아선 JR 큐슈가 2016년 10월 25일에 도쿄 증권거래소 1부와 동년 10월 26일 후쿠오카 증권거래소에 상장되었으며, 이에 따라 현재 지분의 완전민영화가 이뤄졌다.
이 밖에 각 회사의 공동 출자로 설립된 다음의 단체가 있다. 재단법인으로서 철도종합기술연구소(JR 총연)은 철도 전반에 관한 연구 기관의 역할을 수행하며, 또한 주식회사인 철도정보시스템(JR 시스템)은 JR 그룹 각 회사의 컴퓨터 시스템이나 우등 열차 승차권 등을 판매하는 "미도리노 마도구치"(녹색 창구)를 운영, 관리하고 있다.
- 순수 민간 회사(상장 회사) - JR 동일본·JR 도카이·JR 서일본·JR 큐슈
- 일본 철도건설·운수시설정비지원기구이 전 주식을 보유하는 특수 회사 - JR 홋카이도·JR 시코쿠·JR 화물
- 각 여객 6사 및 JR 화물에 의한 공동 출자 법인 - JR 총연·JR 시스템

## "JR"이라는 호칭의 유래
국철의 영문 약칭이 "JNR"(Japanese National Railways)이었으므로 "국유"를 의미하는 "N"자를 제외하고 "JR"로 했다는 해석이 일반적이지만, 일본(Nihon, Nippon)의 앞글자인 "N"자를 따서 "NR"(Nippon Railways)로 할 것도 검토되었다. 

## 같이 보기
- 일본의 철도
- 일본의 철도 회사 목록

### 내용주
1. ↑  일본어: ジェイアール 제이아루 (JeiĀru)[*], 영어: Japan Railways 재팬 레일웨이스[*]

### 참조주
1. ↑  이세원 기자 (2013년 12월 16일). “<철도민영화 외국사례> ① 일본,1987년 지역별 분리”. 《연합뉴스》.
2. ↑  「時刻表」はこうしてつくられる ['시간표'는 이렇게 만들어진다] P.125 고쓰 신문사 신서　ISBN 978-4-330-37713-1, 2013년
3. ↑  한편 JR 동일본 산하 일본레스토랑엔터프라이즈의 약칭은 "NRE(Nippon Restaurant Enterprise)"이다.
4. ↑  국철 시대의 명칭으로 "청22호"라고도 한다.
5. ↑  당초에는 "JR" 회색 로고를 사용하였다. 상표 등록 제3126644호.